# Scopula subcandidata
Scopula subcandidata là một loài bướm đêm trong họ Geometridae.